# Сферическая модель цветоразличения
Сферическая модель цветоразличения - модель, исследующая динамику цветового пространства в зависимости от усложнения паттерна стимуляции глаза.

## Авторы
Данная модель была описана Измайловым Ч. А., МГУ им. М. В. Ломоносова, Москва
Павловой М.К., МГУ им. М. В. Ломоносова, Москва
Ханмагомедовой М. А., МГУ им. М. В. Ломоносова, Москва

## Время создания
Первое упоминание о данной теории появилось в монографии Измайлова Ч. А., изданной в 1980 году

## Суть теории
В работе исследуется динамика цветового пространства в зависимости от усложнения паттерна стимуляции глаза, начиная от гомогенного светового излучения разного спектрального состава и интенсивности, которые при стимуляции ими сетчатки порождают апертурные цвета, и вплоть до изображения реальных объектов, характеризующихся разным фоном, разной текстурой и формой.
В результате анализа полученных данных было показано, что цветоразличение более сложных с психофизической точки зрения стимулов
Было доказано, что восприятие цвета реальных предметов основано на категориальных принципах, имеющих общие языковые корни с речью. Таким образом, при разработке теории зрительного восприятия одной только психофизической методологии недостаточно для описания восприятия сложных стимулов, необходимо использовать также и психолингвистическую методологию.

## Упоминания
1. Измайлов Ч. А. Сферическая модель цветоразличения. М.: МГУ, 1980. — 171 с.
2. Экспериментальная психология, 2009, том 2, № 4, с. 5–25
3. Психология. Журнал Высшей школы экономики. 2005. Т. 2. № 4. С. 22–52.